# 펑훙다
펑훙다(馮洪達, 풍홍달, 1930년 9월 7일 ~ 1993년 7월 19일)는 중화인민공화국의 해군 제독 장성 겸 정치인이다.

## 생애

### 생애 초기
펑위샹(馮玉祥)의 셋째아들로 출생한 그는 1948년에 아버지 펑위샹을 여의었다.

### 이력
소비에트 연방 러시아 공화국 레닌그라드 대학교 철학과를 학사 학위한 그는 1953년 중화인민공화국 해군 소위 임관하였으며 이후 거듭 진급을 한 끝에 1974년 중공 해군 준장 진급하였고 이후 1977년 중공 해군 소장 진급하였으며 12년 후 1989년 소장 예편할 때까지 중공 군인 겸 정치가를 지내었다.
그는 1985년부터 1990년까지 중화인민해방군해군대합정학원 원장을 역임하였다.

## 같이 보기
- 펑위샹
- 리더취안